# جون س. كارتر
جون س. كارتر (بالإنجليزية: John Carpenter Carter)‏ هو ضابط أمريكي، ولد في 19 ديسمبر 1837 في جورجيا في الولايات المتحدة، وتوفي في 10 ديسمبر 1864 في فرانكلين في الولايات المتحدة.